# 瑞安·奥肖内西
瑞安·奥肖内西（Ryan O'Shaughnessy，1992年9月27日—）是爱尔兰歌手、演员。他少年时曾出演爱尔兰热播肥皂剧《美丽之城》，之后进入音乐界。他在2012年参加《英国达人》第六季获得第五名，同时参加了《爱尔兰之声》第一季 。自此之后在英国和爱尔兰成名，发行数张专辑和单曲，还参加了爱尔兰音乐节目《Hi歌》。2018年，奥肖内西代表爱尔兰参加欧洲歌唱大赛，成为该国自2013年之后第一位晋级该赛事决赛的选手，最终在当届赛事中获得第16名。

## 早年生活和教育
瑞安·奥肖内西于1992年9月27日出生在在爱尔兰都柏林洛赫欣尼，家中还有一位哥哥格雷厄姆（Graham）和一个姐姐艾裴丽（Apryl）。奥肖内西出自音乐世家，他的叔叔加里曾代表爱尔兰参加2001年欧洲歌唱大赛获得第21名。
奥肖内西4岁时就进入都柏林比利·巴里舞台艺术学校（Billie Barry Stage School）学习表演。19岁时进入都柏林理工学院学习英国与爱尔兰现代音乐学院都柏林分校的4年音乐创作课程，毕业后获得当代商业音乐的荣誉文学士学位。

## 事业

### 表演事业
奥肖内西自幼开始表演，在都柏林歡樂劇場参演过多部哑剧。2001年至2010年间，他参演了愛爾蘭廣播電視热播肥皂剧《美丽之城》，饰演其中的常设角色马克·哈尔平（Mark Halpin）。2014年，奥肖内西还出演了电影《匿名诽谤信》（Poison Pen）。

### 转向音乐
奥肖内西会演奏吉他、钢琴和萨克斯风，认为自己是“多才多艺的歌手”。他在17岁时将事业重心转到音乐，在2010年离开《美丽之城》剧组加入男子音樂組合“第4任务”（"Mission 4"）。该组合与伦敦经纪人金·格洛弗签约，但发行一支单曲《停不下来》（"Can't Stop"）之后一年就宣告解散。奥肖内西称这一组合“并不适合我”，但自己从这段经历中“学到很多”。

### 2012：《爱尔兰之声》《英国达人》
2012年，奥肖内西参加了音乐真人秀《爱尔兰之声》第一季。他在节目首轮盲眼海选中演唱歌曲《爱的力量》（"），入选导师布莱恩·肯尼迪的队伍。在第二轮擂台赛中，奥肖内西与对手合唱U2的歌曲《唯一》（"One"），被导师选中获胜进入第三轮直播赛。随后在直播赛首轮中演唱了贾斯汀·比伯的歌曲《宝贝》，但首轮结束即遭淘汰。
在《爱尔兰之声》的擂台赛后，直播赛开赛前，奥肖内西参加了《英国达人》第六季的海选。他在海选中演唱了自己为暗恋的女孩创作的歌曲《无名》（"No Name"），获得评委西蒙·高維爾、艾莉莎·迪克森和戴维·沃廉姆斯的一致通过。高維爾称他是“一位出色的创作人，也是一位出色的歌手”，认为他“前程光明”。《英国达人》海选在奥肖内西于《爱尔兰之声》淘汰之后播出。奥肖内西没能赢得女孩的芳心，却获得了英国观众的喜爱。这段表演在YouTube上的点击率超过4500万。
《英国达人》的合作唱片公司是索尼音乐娱乐，《爱尔兰之声》隶属的《好声音》系列则与环球唱片合作，两档节目和两家公司之间均互为竞争对手。在《爱尔兰之声》直播赛开赛前，奥肖内西参加了《英国达人》的第二轮比赛。由于他同时参加了《爱尔兰之声》，并在该节目中与环球唱片有三个月的合约，西蒙·高維爾称愿意让他晋级但受合约限制必须取消其资格。奥肖内西称自己报名《英国达人》后，母亲为他报名了《爱尔兰之声》，本无意参加，在母亲的劝告下才参与其中。他热爱歌曲创作，在《爱尔兰之声》中无法展示创作能力，而《英国达人》是更佳的机会。他也表示理解节目组做出的决定，希望未来再回归。随后他在《爱尔兰之声》淘汰后结束了与环球唱片的合约，重获资格继续进入《英国达人》的半决赛。
在《英国达人》半决赛中，奥肖内西演唱了自己创作的另一首歌曲《初吻》（"First Kiss"），其表演再次获得评委和观众的好评，在观众投票中获得42.3%的票数，直接晋级决赛。在总决赛中，奥肖内西再次演唱了《无名》，最终获得4.8%的观众投票获得第五名。

### 2012－2013：签约索尼、首张专辑
2012年5月19日，奥肖内西宣布与索尼英国签下唱片合约。他的首张迷你专辑《瑞安·奥肖内西》由索尼RCA / 赛科于同年8月13日发行，其中收录6首歌曲均为他本人创作。《无名》作为专辑首支单曲在8月5日发行。这支单曲在英国单曲排行榜最高登上了第31位，在爱尔兰单曲榜最高排名第3。专辑在爱尔兰专辑排行榜连续三周夺冠，在英國專輯排行榜最高排名第9位。随后奥肖内西在10月展开首次英国巡回演出，举办11场演唱会宣传专辑。专辑发行后数月，奥肖内西就与索尼音乐解约。他称索尼在迷你专辑完成后要求他一个月内创作出新专辑，而他则希望有更充裕的时间，双方不能达成一致而解约。他随后走上独立音乐道路，自己出资录制音乐。

### 2013：《Hi歌》
2013年7月，爱尔兰广播电视宣布奥肖内西加入其音乐节目《Hi歌》，在节目第二集中对阵他的《爱尔兰之声》导师布莱恩·肯尼迪。奥肖内西于8月2日的节目中登场。节目中，六位词曲作者向奥肖内西和肯尼迪推销自己创作的歌曲。奥肖内西选择了参赛者加文·多伊尔（Gavin Doyle）创作的《脸红》（Blush）和马克·格雷厄姆与弗兰西斯·米切尔（Mark Graham & Frances Mitchell）创作的《你爱的是谁？》（"Who Do You Love?"）两首歌曲。他最终演唱了《你爱的是谁？》一曲，在爱尔兰单曲榜上排名第3位，战胜了肯尼迪。随后他在8月30日与其他四位获胜歌手一同在总决赛中表演，但未能夺冠。

### 2015－2017：湾景唱片、《回到原点》
奥肖内西自2012年起便在英国和爱尔兰各地表演，2013年起开始为自己的专辑做准备，也希望能尝试不同的音乐风格。他在2014年决定暂时休整，在欧洲各地和美国旅行。2015年，奥肖内西在都柏林组建了自己的唱片公司湾景唱片（Bayview Records）。他在自己的厂牌下发行了《指尖》（"Fingertips"）、《常青》（"Evergreen"）和《她不会等》（"She Won't Wait"）等多支单曲，还在2016年与电子音乐制作人王子俱乐部（Prince Club）合作发行了单曲《心中的火》（"Fire In My Heart"）。2016年4月，奥肖内西与瑞安·巴特沃斯（Ryan Butterworth）、乔·史密斯（Joe Smith）和肖恩·哈顿（Sean Hatton）等艺人合作录制了慈善单曲《跳动的心》（"Beating Heart"），帮助精神健康慈善组织“多塞特精神”（Dorset Mind）募捐。同年11月11日，奥肖内西发行了自己的首张全长专辑《回到原点》（Back to Square One），其中收录了唱作人和电子音乐等不同风格的歌曲。之后他曾到美国巡演两个月宣传自己的专辑。
奥肖内西的湾景唱片在2016年还签下了首位艺人，17岁的都柏林歌手萨拉·罗斯（Sara Rose），并在9月发行了她的首张专辑。

### 2018：欧洲歌唱大赛
2018年1月31日，爱尔兰广播电视通过内部选拔，确定由奥肖内西代表爱尔兰参加葡萄牙里斯本举办的2018年欧洲歌唱大赛，参赛歌曲是《在一起》（"Together"），奥肖内西本人也参与了歌曲的创作。歌曲的音乐录影带随后在4月发布，其中包含了一对男性同性情侣共舞的情节。这一段舞蹈之后也成为奥肖内西大赛表演的一部分。
奥肖内西于5月8日参加了大赛的第一场半决赛，以179分排名第6的成绩晋级决赛。这是爱尔兰自2013年之后首次进入该项赛事的决赛。而他的这段表演因涉及LGBT内容，在中国芒果TV第一场半决赛的转播中遭到删除。阿尔巴尼亚选手尤根特·布什佩帕的表演也因露出纹身而被删除。欧洲歌唱大赛主办方欧洲广播联盟随即因芒果TV违反大赛“包容性”政策而取消其后续赛事的转播权。奥肖内西在接受英国广播公司采访时表示欢迎欧广联的这一决定，称这是“正确的方向”。他还表示“从一开始我们就说过，爱就是爱，无论是男性之间、女性之间还是男女之间”。
5月12日的决赛中，奥肖内西演唱结束后在舞台上说出“爱就是爱”，获得现场观众的热情响应。他在决赛中最终获得专业评委给出的74分和观众投票给出的62分，以136分的总成绩排名第16位。他在赛后表示自己“为身为爱尔兰人而骄傲”，称虽然没有获得预想中的佳绩，但能够将包容的精神传到世界就已经是成功。

## 音乐作品

### 录音室专辑
| 专辑              | 发行信息                                                                 |
| ----------------- | ------------------------------------------------------------------------ |
| 《回到原点》 （Back to Square One） | - 发行日期：2016年11月11日 - 发行唱片：湾景唱片 - 发行格式：數位下載、CD |

### 迷你专辑
| 专辑                   | 发行信息                                                                      | 榜单最高排名 | 榜单最高排名 |
| 专辑                   | 发行信息                                                                      | 爱           | 英           |
| ---------------------- | ----------------------------------------------------------------------------- | ------------ | ------------ |
| 《瑞安·奥肖内西》 （Ryan O'Shaughnessy） | - 发行日期：2012年8月12日 - 发行厂牌：索尼RCA / 赛科 - 发行格式：数字下载、CD | 1            | 9            |

### 单曲
| 《无名》（"No Name"）                                   | 2012 | 3  | 31 | 《瑞安·奥肖内西》 |
| 《初吻》（"First Kiss"）                                   | 2012 | 51 | —  | 《瑞安·奥肖内西》 |
| 《你爱的是谁？》（"Who Do You Love?"）                           | 2013 | 3  | —  | 非专辑单曲        |
| 《指尖》（"Fingertips"）                                   | 2015 | —  | —  | 非专辑单曲        |
| 《常青》（"Evergreen"）                                   | 2015 | —  | —  | 非专辑单曲        |
| 《她不会等》（"She Won't Wait"）                               | 2016 | —  | —  | 非专辑单曲        |
| 《心中的火》（王子俱乐部与瑞安·奥肖内西） （） | 2016 | —  | —  | 非专辑单曲        |
| 《有这种感觉》（"Got This Feeling"）                             | 2017 | —  | —  | 《回到原点》      |
| 《在一起》（"Together"）                                 | 2018 | —  | —  | 非专辑单曲        |
| "—" 表示在该地区未上榜或未发行                 |      |    |    |                   |